# John W. Griggs
Pour les articles homonymes, voir Griggs.
John William Griggs, né le 10 juillet 1849 à Newton (New Jersey) et mort le 28 novembre 1927 à Paterson, est un juriste et homme politique américain. Membre du Parti républicain, il est gouverneur du New Jersey entre 1896 et 1898 puis procureur général des États-Unis entre 1898 et 1901 dans l'administration du président William McKinley. Il est également l'un des premiers membres à la Cour permanente d'arbitrage de La Haye, où il sert entre 1901 et 1912.

## Biographie
Il suit son éducation à Newton puis est diplômé de Lafayette College en 1868. Il étudie le droit et est admis au barreau trois ans plus tard. Il s'installe par la suite à Paterson afin de pratiquer le droit.
Il commence sa carrière politique en siégeant à l'Assemblée générale du New Jersey (la chambre basse de la législature d'État) en 1876 et 1877. En 1882, il est élu au Sénat du New Jersey et conserve son mandat en étant réélu en 1885. Lors de son second mandat, en 1886, il est président du Sénat de l'État avant d'être élu gouverneur du New Jersey en 1895. Il démissionne en 1898 afin d'accepter la nomination au poste de procureur général des États-Unis du président William McKinley. Il quitte l'administration McKinley en 1901 pour siéger à la Cour permanente d'arbitrage de La Haye entre 1901 et 1912. Il meurt le 28 novembre 1927 à Paterson dans le New Jersey.